# Palloptera saltuum
Palloptera saltuum är en tvåvingeart som först beskrevs av Carl von Linné 1758.  Palloptera saltuum ingår i släktet Palloptera och familjen prickflugor. Inga underarter finns listade i Catalogue of Life.

## Bildgalleri

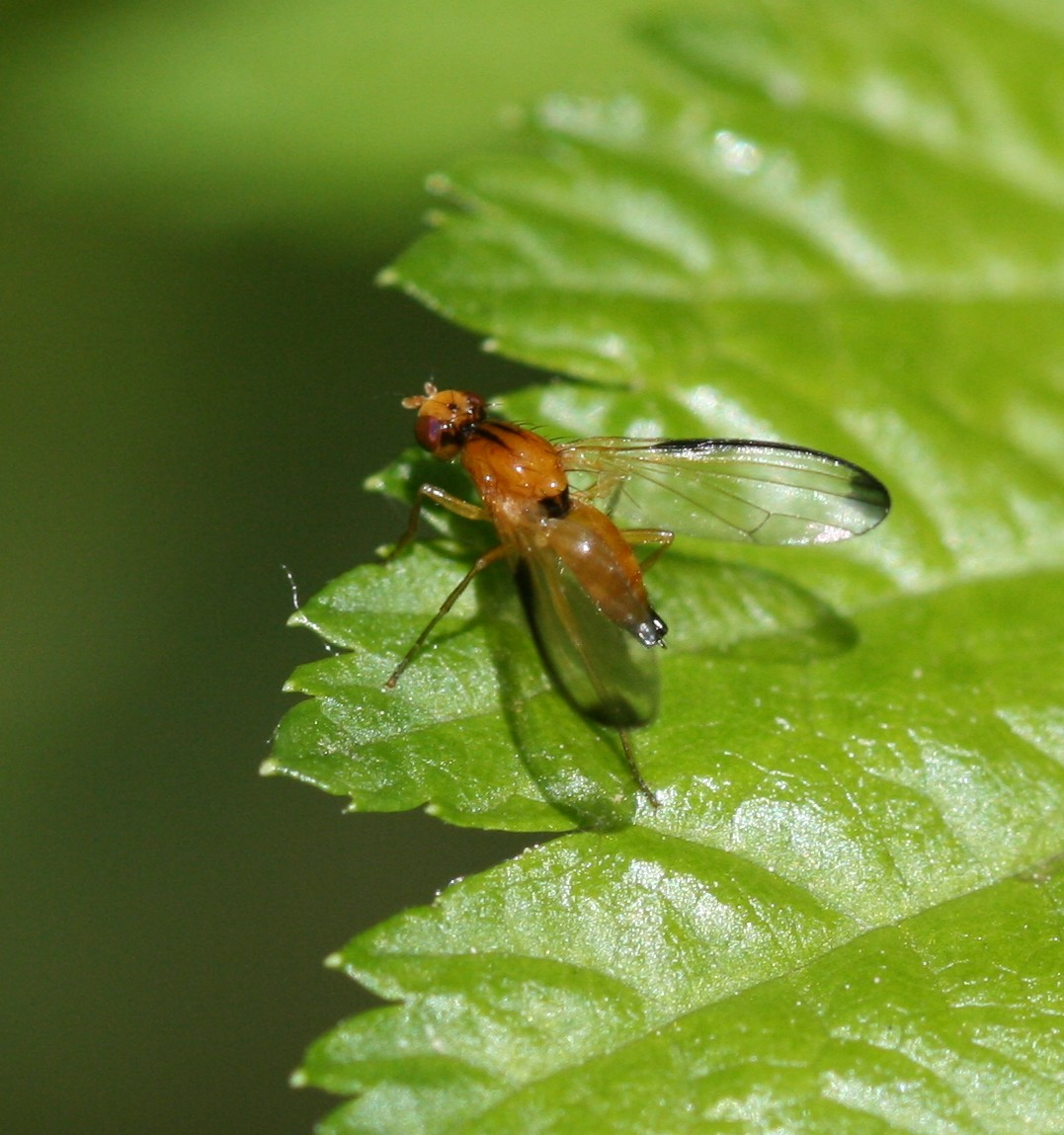